# 城关街道 (铜川市)
城关街道，是中华人民共和国陕西省铜川市印台区下辖的一个乡镇级行政单位。

## 行政区划
城关街道下辖以下地区：
鑫光社区、南苑社区、北街社区、城关村、河东村和杨家砭村。